# Südtirol Jazzfestival Alto Adige
Das Südtirol Jazzfestival Alto Adige ist ein in Südtirol stattfindendes Musikfestival für Jazz und experimentelle Musik.
1982 als Konzertreihe für ein städtisches Publikum unter dem Namen „Jazz Summer“ und später „Jazz & Other“ in Bozen gegründet, entwickelte es sich zu einem internationalen Jazzfestival das mittlerweile in ganz Südtirol und letztens auch im Trentino und in Nordtirol präsent ist. Teile der internationalen Jazzelite spielten in der Südtiroler Landeshauptstadt: Don Cherry spielte ebenso wie  Charlie Hadens Liberation Music Orchestra, die Randy Brecker Group, Carla Bley, Chick Corea, Art Blakey’s Jazz Messengers, das Roscoe Mitchell Quartet, Pat Metheny, Collin Walcott, Gary Burton, Ibrahim Electric und viele andere.
Heute bietet das Südtirol Jazzfestival Alto Adige zehn Tage lang Musik in Südtirols Städten und Dörfern, auf Berghütten und Weingütern, in Parks und Gärten, auf Plätzen, in Seilbahnstationen, auf Wanderwegen, in Museen, vor und in Felswänden, Open Air also und im Konzertsaal. Ein großer Teil der ca. 80 Konzerte, bei denen vorwiegend junge und experimentierfreudige Musiker aus aller Welt auftreten, sind für den Besucher kostenlos.